# Campylaspis gloriosae
Campylaspis gloriosae är en kräftdjursart som beskrevs av Michel Ledoyer 1988. Campylaspis gloriosae ingår i släktet Campylaspis och familjen Nannastacidae.
Artens utbredningsområde är Moçambiquekanalen. Inga underarter finns listade i Catalogue of Life.